# Carlia rubigo
Espèce
Carlia rubigo est une espèce de sauriens de la famille des Scincidae.

## Répartition
Cette espèce est endémique du Nord-Est du Queensland en Australie.

## Publication originale
- Hoskin & Couper, 2012 : Description of two new Carlia species (Reptilia: Scincidae) from north-east Australia, elevation of Carlia pectoralis inconnexa Ingram & Covacevich 1989 to full species status, and redescription of Carlia pectoralis (de Vis 1884). Zootaxa, no 3546, p. 1–28 (texte intégral).